# Тюри (станция)
Тю́ри (эст. Türi raudteejaam) — железнодорожная станция в городе Тюри на линии Таллин — Рапла — Вильянди. Находится на расстоянии 97 км от Балтийского вокзала.
На станции Тюри расположено два низких перрона и пять путей. На станции останавливаются пассажирские поезда, следующие в Таллин и Вильянди. Из Таллина в Тюри поезд идёт 1 час 36-40 минут, скорый — 1 час 27-33 минуты.

## Фотогалерея

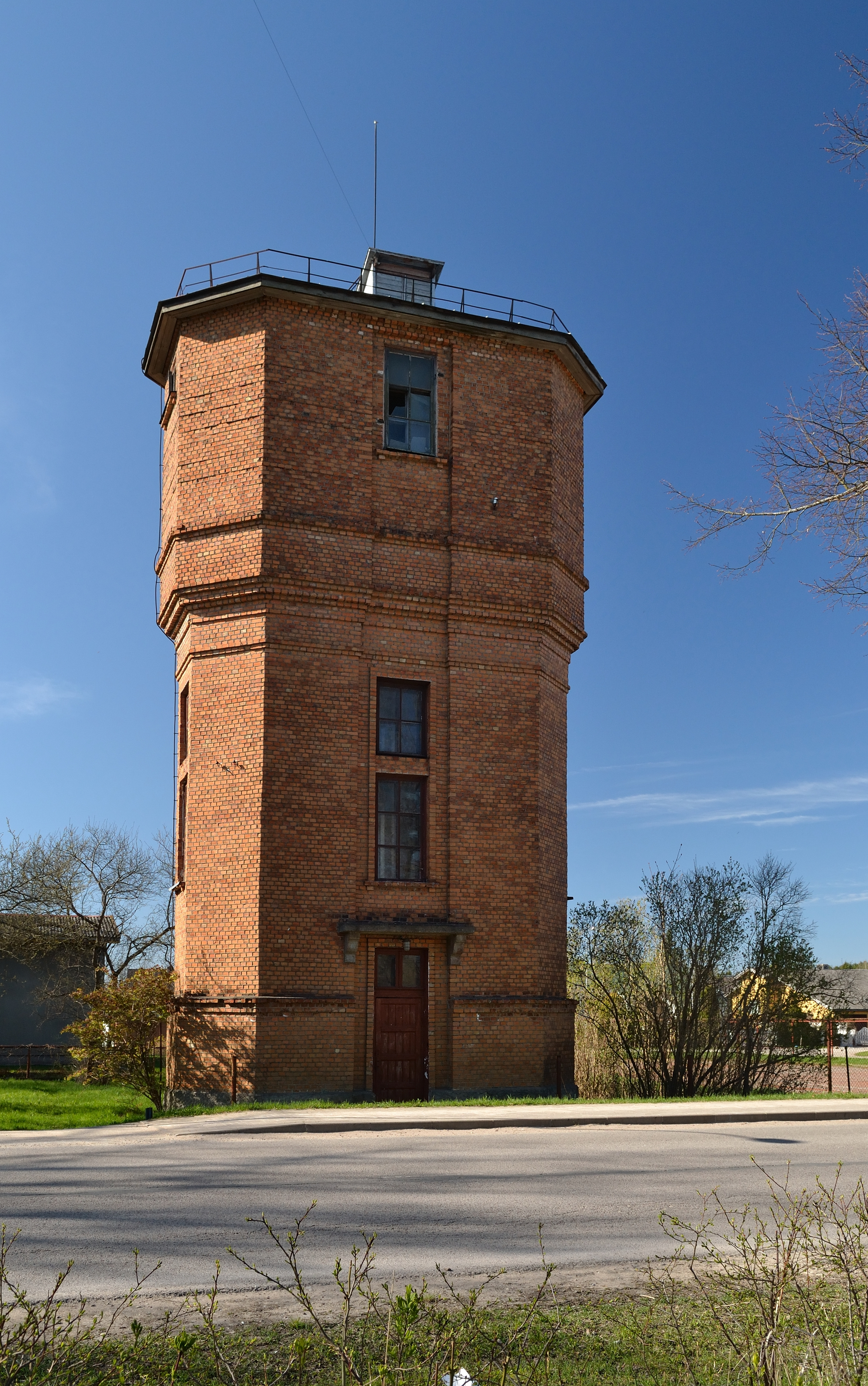
Водонапорная башня
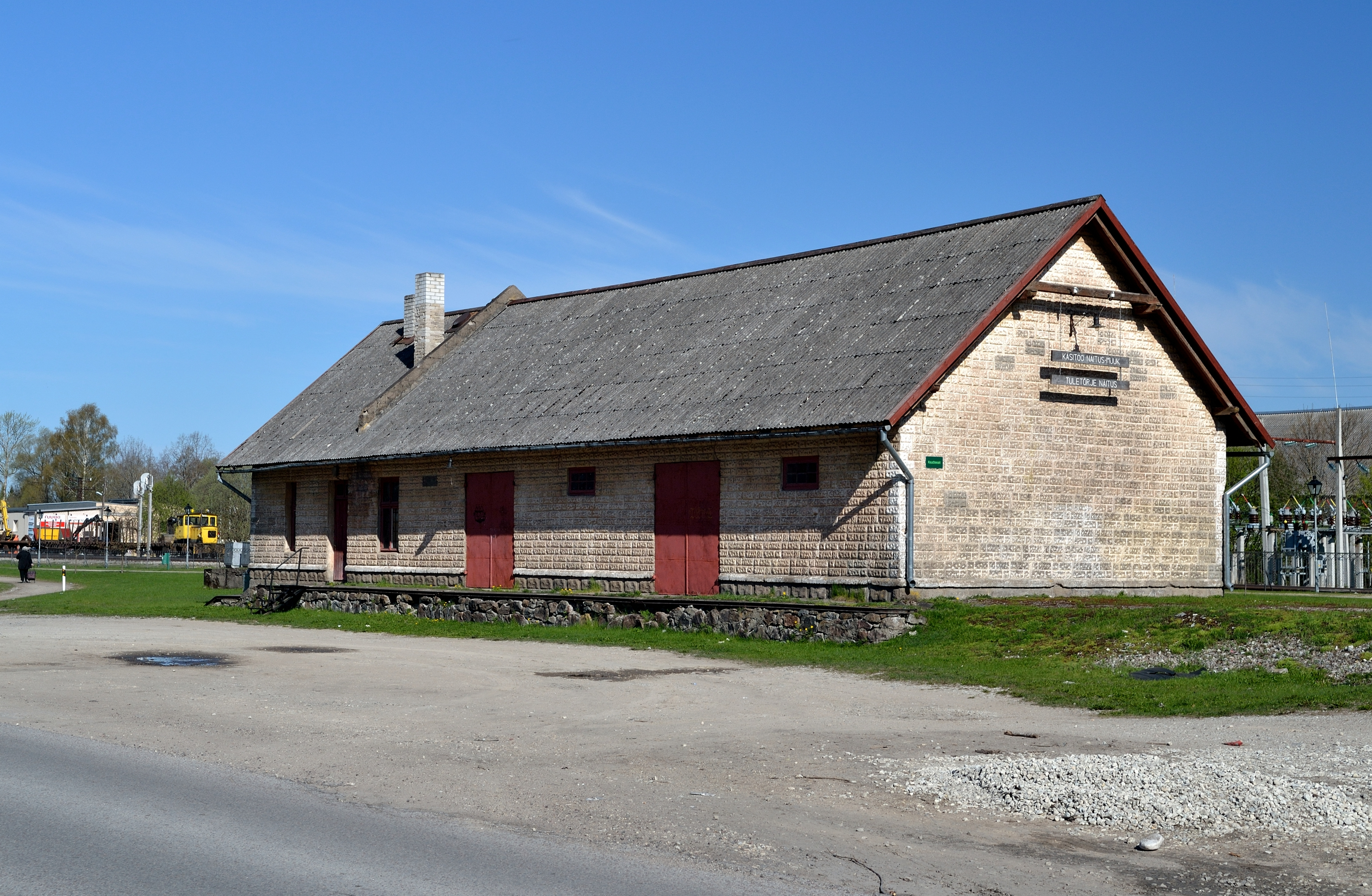
Амбар
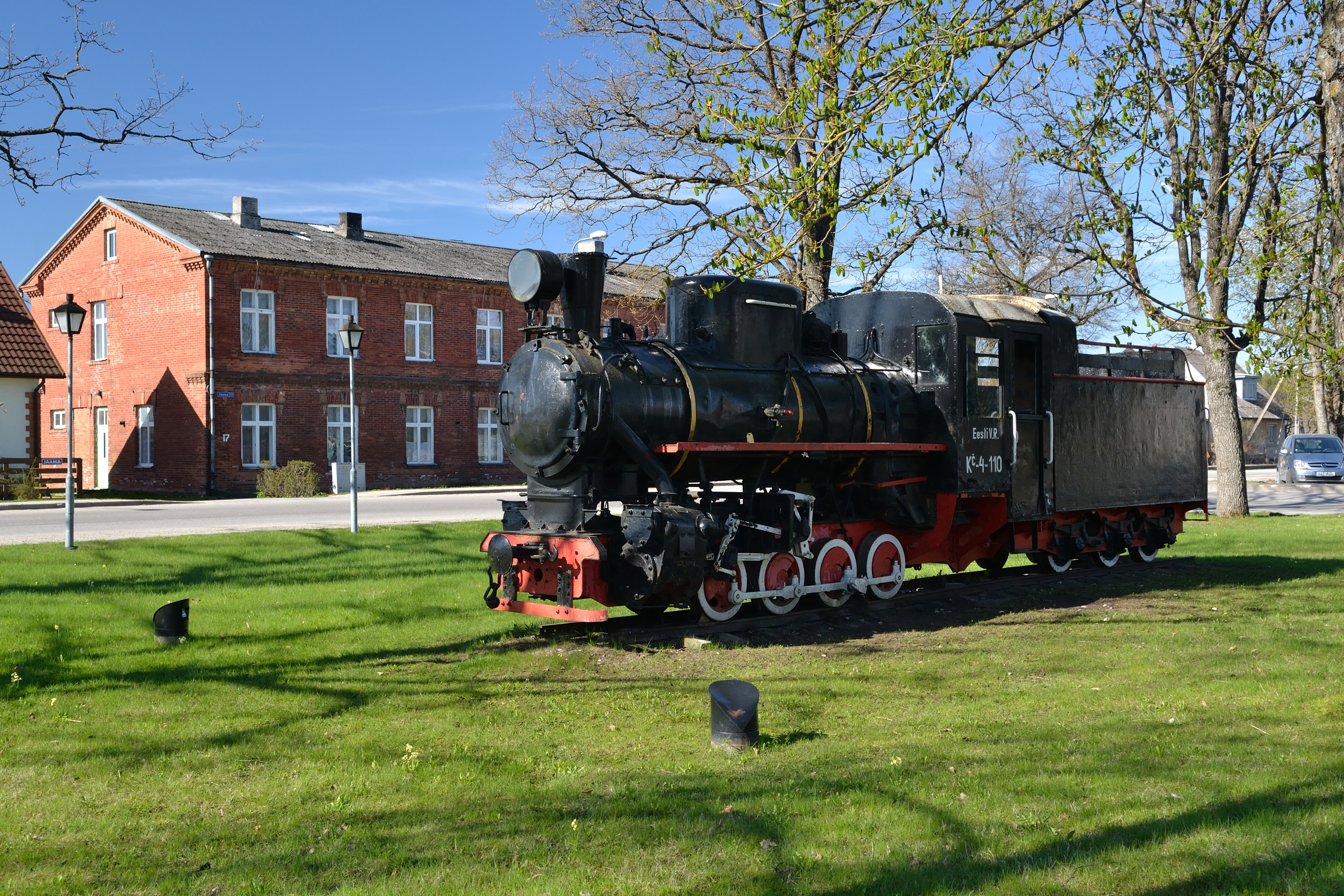
Паровоз

| На Таллин |      | На Вильянди |
| Кяру      | Тюри |             |
| Кяру      | Тюри | Тайксе      |